# Бобулинцы
Бобу́линцы (укр. Бобулинці) — село в Бучачской городской общине Чортковского района Тернопольской области Украини.
До 2020 года входило в Бучачский район.
Код КОАТУУ — 6121280901. Население по переписи 2020 года составляло 560 человека.

## Географическое положение
Село Бобулинцы находится на правом берегу реки Стрыпа,
выше по течению на расстоянии в 1,5 км расположено село Киданов,
ниже по течению на расстоянии в 1,5 км расположено село Белявинцы,
на противоположном берегу — село Осовцы.
Через село проходит автомобильная дорога Т-2006.

## История
- Село известно с XVI века.

## Объекты социальной сферы
- Школа I—II ст.
- Дом культуры.
- Фельдшерско-акушерский пункт.